# Время мечтать
Время Мечтать — альбом вокалиста группы «Мечтать» Олега Горшкова. Пластинка была выпущена на лейбле Navigator Records 28 февраля 2010 года.

## История создания
После конфликта с продюсером Александром Шульгиным в 1999 году группа вынуждена была прекратить своё существование, так как все права принадлежали Шульгину, а Горшков оставил музыкальную деятельность и ушёл в «глухое подполье».
А в 2008 году на сайте Одноклассники.ru его нашли поклонники группы, просившие вернуться в музыку. В том же году был собран новый состав, прошло несколько концертов в московских клубах, после чего объявлено о скором выходе нового альбома, который так и не вышел в 90-е.

## Список композиций
1. Агент 00
2. Анна уезжает
3. Волшебный ключик
4. Голубое дно
5. Королева
6. Луна
7. Розовый сок
8. Телефон
9. Тянемся друг к другу
10. Успокойся
11. Чувства
12. Весна

## Рецензии
Альбом «Время мечтать» производит двойственное впечатление. С одной стороны, говорить о том, что он призван упрочить позиции Горшкова на эстраде, было бы нечестно, ибо материал очень старый. С другой стороны, этот старый материал дает фору многим и многим песнопениям нынешних адептов лирического поп-рока. Стоит услышать первые аккорды песен «Анна уезжает» и «Волшебный ключик», чтобы воскликнуть: «Вот как надо делать рок-хиты — так почему же это искусство ныне почти утрачено?».

<…> Несомненные удачи здесь соседствуют с графоманскими и словоблудливыми потугами исполнителя («Агент 00», «Голубое дно», «Королева»). Самое обидное то, что единственная новая песня «Весна», вынесенная в разряд бонус-треков, вовсе не кажется выигрышной и чем-то примечательной.
 — пишет Денис Ступников на сайте KM.RU.
Самое главное здесь то, что они обладают всеми плюсами и минусами старой группы Горшкова: хитовым потенциалом (как «Королева» с её характерно шестидесятническим органным риффом), бесхитростной искренностью и в то же время очевидными провалами вкуса и приблизительностью текстов. И соответственно - вполне способны удовлетворить сегодняшний ностальгический запрос.
 — пишет Андрей Бухарин в журнале Rolling Stone.
Стоило ли ожидание того, что в итоге нам досталось? Поклонников МЕЧТАТЬ об этом не стоит даже спрашивать. Они получили идеальный подарок: ведь ничего не изменилось! Настоящий кусок 1996 года. Другой вопрос в том, а нужен ли альбом полузабытого героя хит-парадов 1996 года кому-нибудь ещё? А ответ в том, что мы говорим про автора песни "Лётчик". Слово "полузабытый" не подходит для Олега Горшкова, пока из радиоприёмников раздаётся: "Словно летчик подбитый, падаю в море...". "Лётчик" летел, летит и будет лететь, товарищи, пока радио работает. Если вам кажется, что одной песни для того, чтобы остаться в народной памяти, недостаточно, то вот вам: "Шизгара, ё бэйби, шизгара".
 — пишет Алексей Анциферов на сайте Наш НеФормат.